# 后甲線
后甲線（ごうこうせん）あるいは大甲線（だいこうせん）は台湾台中市の台湾糖業公司月眉糖廠が運営していた后里区、外埔区、大甲区、大安区を結ぶ軽便鉄道路線。1970年に廃止された。文献によっては甲后線（こうごうせん）、あるいは月眉線（げつびせん）の別称が使われることもある。

## 路線データ
- 経営管轄：台湾糖業股份有限公司
- 路線距離（営業キロ）：26.6km（27.7kmとする資料もある[1]）
- 軌間：762mm
- 駅数：24駅（起終点駅含む。）
- 複線区間：なし（全線単線）
- 電化区間：なし（全線非電化）
- 支線：2

## 概要
北港製糖（東洋製糖の前身、大日本製糖の前々身）月眉製糖工場（台糖月眉糖廠の前身）によるサトウキビ輸送と付随する旅客輸送のために大甲駅や后里駅、大安港を結ぶ路線として1912年に開業した。現外埔区周辺では大安渓が形成する河岸段丘を避けて線形がΩ型となっていた。西部幹線の海線と山線を短絡する連絡線としてだけでなく、夏場は終着大安港付近の大安海水浴場への観光客輸送、冬場は収穫されたサトウキビ輸送の役割が大きかったが、大日本製糖の経営となってからは営業線（旅客線）は共栄自動車（豊原客運の母体の一つ）との競合で旅客営業収入が昭和4年度の11,602円から、昭和7年度の5,388円に激減するなど、大打撃を受けたものの、専用線（一部は軌間610mm）での輸送が旺盛となり、1932年（昭和7年）ごろは4両の蒸気機関車、15両の客車、252両の貨車、2両のガソリンカーが配備されていた。当時は大甲から后里方面には毎日4本、大安港には毎日7本の旅客列車が運行されていた。戦後は台糖后甲線となり一時は列車が毎日8本運行されるなど旅客輸送も栄えたが、次第にモータリゼーションの発達に押され、大甲から后里へは毎日5本、大安港へは3本と再び衰退し、1970年に廃止。1975年に大部分が撤去されたため、施設はほぼ現存していない。
現在は台中市市区公車の212路、213路、214路など（いずれも豊原客運運行）のバス路線に置き換わっている。
21世紀になってからは、台湾鉄路管理局の路線網で市内環状線（大台中山手線）の一つとしてかつての当路線に並行する大甲と后里を結ぶ甲后線が台中市政府によって提唱され、中央政府が推進する前瞻基礎建設計画に盛り込まれた。

## 沿革
- 1910年（明治43年） - 鈴木商店により北港製糖月眉製糖所開設[4]。
- 1912年（明治45年）7月1日 - 北港製糖大甲線開業[5][1]。
- 1915年（大正4年） - 東洋製糖が北港製糖を合併、東洋製糖大甲線となる[6]。
- 1927年（昭和2年）4月11日 - 口庄駅開業[7]。
  - 同年に東洋製糖が破綻し大日本製糖が経営を継承。
- 1929年（昭和4年）4月1日 - 大安港まで延伸。
- 1933年（昭和8年）3月16日 - 南門から中庄支線3.4km開業[1]。
- 1945年（昭和20/民国34年） - 国民政府が接収、台湾糖業公司が全土の路線を一括運営することになり、台湾糖業鉄道后甲線となる。
- 1965年（民国54年） - 奉化、松子脚、大安港の3駅を廃止[1]。
- 1970年（民国59年）11月 - 全線廃止[1]。

## 駅一覧
所在地は廃止当時のもの。
| 駅名     | 駅名         | 駅名                  | 駅間 キロ | ※ 累計 キロ | 接続路線・開業日・備考                                                                                               | 所在地 | 所在地 |
| 日本語   | 繁体字中国語 | 英語                  | 駅間 キロ | ※ 累計 キロ | 接続路線・開業日・備考                                                                                               | 所在地 | 所在地 |
| -------- | ------------ | --------------------- | --------- | ----------- | --- | ------ | ------ |
| 后里駅   | 后里車站     | Houli Railway Station | 0.0       | 0.0         | 台湾鉄路管理局台中線 開業時の名称は后里庄                                                                            | 后里郷 | 台中県 |
| 后里下駅 | 后里下車站   | Houlixia              | 0.8       | 0.8         | 1935（昭和10）年11月30日開業                                                                                         | 后里郷 | 台中県 |
| 泉州厝駅 | 泉州厝車站   | Quanzhoucuo           | 0.9       | 1.7         | 旧称：發電所（発電所） 1912（明治45）年7月1日開業                                                                    | 后里郷 | 台中県 |
| 月眉駅   | 月眉車站     | Yuemei                | 3.5       | 5.2         | 旧称：車籠埔 1912（明治45）年7月1日開業                                                                              | 后里郷 | 台中県 |
| 四塊厝駅 | 四塊厝車站   | Sikuaicuo             | 1.7       | 6.9         | 1912（明治45）年7月1日開業                                                                                           | 后里郷 | 台中県 |
| 口荘駅   | 口莊車站     | Kouzhuang             | 2.4       | 9.3         | 旧称：口庄 1927（昭和2）年4月11日開業                                                                                | 后里郷 | 台中県 |
| 三崁駅   | 三崁車站     | Sankan                | 2.0       | 11.3        | 開業時不明。民国51年（1962年5月版以降の台糖公司営業線里程表に記載）                                                  | 外埔郷 | 台中県 |
| 二崁駅   | 二崁車站     | Erkan                 | 1.0       | 12.3        | 旧称：磁磘 1912（明治45）年7月1日開業                                                                                | 外埔郷 | 台中県 |
| 外埔駅   | 磁磘車站     | Waipu                 | 1.3       | 13.6        | 旧称：六份（-1933）→磁磘（-1953） 1912（明治45）年7月1日開業                                                         | 外埔郷 | 台中県 |
| 馬鳴埔駅 | 馬鳴埔車站   | Mamingpu              | 2.2       | 15.8        | 1912（明治45）年7月1日開業                                                                                           | 外埔郷 | 台中県 |
| 大甲東駅 | 大甲東車站   | Dajia East            | 1.5       | 17.4        | 1912（明治45）年7月1日開業                                                                                           | 外埔郷 | 台中県 |
| 山脚駅   | 山腳車站     | Shanjiao              | 2.5       | 19.9        | 1929（昭和4）年5月24日開業。                                                                                         | 大甲鎮 | 台中県 |
| 大甲駅   | 大甲車站     | Dajia Station         | 1.6       | 21.5        | 台湾鉄路管理局海岸線 1912（明治45）年7月1日開業 初代大甲は台鉄大甲駅後站（東口） 1937-1970年は台鉄大甲駅前站（西口） | 大甲鎮 | 台中県 |
| 市場前駅 | 市場前車站   | Shichangqian          | 0.4       | 21.9        | 1935（昭和10）年11月30日開業                                                                                         | 大甲鎮 | 台中県 |
| 南門駅   | 南門車站     | Nanmen                | 0.4       | 22.3        | 中庄支線 1928（昭和3）年7月25日開業                                                                                  | 大甲鎮 | 台中県 |
| 荘尾駅   | 莊尾車站     | Zhuangwei             | 0.4       | 21.8        | 1935（昭和10）年11月30日開業                                                                                         | 大甲鎮 | 台中県 |
| 橫圳駅   | 橫圳車站     | Hengzhen              | 0.8       | 22.6        | 1928（昭和3）年7月25日開業                                                                                           | 大甲鎮 | 台中県 |
| 奉化駅   | 奉化車站     | Fenghu                | 0.8       | 23.3        | 開業時期不明、1965年廃止                                                                                             | 大甲鎮 | 台中県 |
| 松子脚駅 | 松子腳車站   | Songzaijiao           | 0.8       | 24.1        | 1928（昭和3）年7月25日開業、1965年廃止                                                                               | 大安郷 | 台中県 |
| 脚踏駅   | 腳踏車站     | Jiaota                | 0.9       | 25.0        | 1929（昭和4）年5月24日開業                                                                                           | 大安郷 | 台中県 |
| 大安港駅 | 大安港車站   | Daan Port             | 1.5       | 26.5        | 1929（昭和4）年4月1日開業、1965年廃止                                                                                | 大安郷 | 台中県 |

### 中庄支線
| 駅名   | 駅名         | 駅名   | 駅間 キロ | ※ 累計 キロ | 接続路線・開業日・備考     | 所在地 | 所在地 |
| 日本語 | 繁体字中国語 | 英語   | 駅間 キロ | ※ 累計 キロ | 接続路線・開業日・備考     | 所在地 | 所在地 |
| ------ | ------------ | ------ | --------- | ----------- | -------------------------- | ------ | ------ |
| 南門駅 | 南門車站     | Nanmen | 0.0       | 0.0         | 本線（大甲線）             | 大甲郷 | 台中県 |
| 福興駅 | 福興車站     |        | 1.5       | 1.5         | 1933年（昭和8）2月23日開業 | 大安郷 | 台中県 |
| 中庄駅 | 中庄車站     |        | 2.0       | 3.5         | 1933年（昭和8）2月23日開業 | 大安郷 | 台中県 |

### 東中庄支線
| 駅名     | 駅名         | 駅名     | 駅間 キロ | ※ 累計 キロ | 接続路線・開業日・備考    | 所在地 | 所在地 |
| 日本語   | 繁体字中国語 | 英語     | 駅間 キロ | ※ 累計 キロ | 接続路線・開業日・備考    | 所在地 | 所在地 |
| -------- | ------------ | -------- | --------- | ----------- | ------------------------- | ------ | ------ |
| 福興駅   | 福興車站     | 中庄支線 | 0.0       | 0.0         |                           | 大安郷 | 台中県 |
| 東中庄駅 | 東中庄車站   |          | 1.9       | 1.9         | 1934年（昭和9）1月1日開業 | 大安郷 | 台中県 |